# Història d'un crim
|  | Per a altres significats, vegeu «InFamous (videojoc)». |

Història d'un crim (títol original en anglès: Infamous) és una pel·lícula estatunidenca dirigida per Douglas McGrath, estrenada el 2006. La pel·lícula és inspirada en el llibre de George Plimpton. Ha estat doblada al català.

## Argument
L'obra relata el procés de creació d'A sang freda per part de l'escriptor Truman Capote. Capote, membre de l'alta societat novaiorquesa, i ja aleshores famós escriptor i periodista del The New Yorker, llegeix un dia al diari The New York Times sobre la matança d'una família que ha tingut lloc en un petit poblat d'Arkansas. Intrigat, va decidir anar al lloc dels fets per escriure sobre la influència d'un crim tan espantós en les relacions dels membres d'una comunitat rural tan petita.

## Repartiment
- Sigourney Weaver: Babe Paley
- Toby Jones: Truman Capote
- Gwyneth Paltrow: Kitty Dean
- Mark Rubin: El Morocco Band
- Steve Schwelling: El Morocco Band
- Glover Johns Gill: El Morocco Band
- Rey Arteaga: El Morocco Band
- Justin Sherburn: El Morocco Band
- Andrew Halbreich: El Morocco Band
- Juliet Stevenson: Diana Vreeland
- Hope Davis: Slim Keith
- Frank G. Curcio: William Shawn
- Sandra Bullock: Harper Lee
- Isabella Rossellini: Marella Agnelli
- John Benjamin Hickey: Jack Dunphy
- Peter Bogdanovich: Bennett Cerf
- Mitch Baker: Periodista 1
- Grant James: Periodista 2
- Jeff Daniels: Alvin Dewey
- Sheila Bailey: Cambrera
- Marco Perella: Clifford Hope
- Bethlyn Gerard: Marie Dewey
- Libby Villari: Delores Hope
- Joey Basham: Paul Dewey
- Marian Aleta Jones: Ellen Bechner
- Terri Zee: Nancy Hickey
- Richard Jones: Andy Erhart
- Brian Shoop: Everett Ogburn
- Lee Pace: Dick Hickock
- Daniel Craig: Perry Smith